# Ioan Dimitrie Suciu
Ioan Dimitrie Suciu (n. 3 august 1917, Lugoj, Caraș-Severin – d. 3 martie 1982, Lugoj) a fost un istoric român, specialist în istoria Banatului.

## Lucrări
- Revoluția de la 1848-1849 în Banat, București, 1968;
- Monografia Mitropoliei Banatului, prefață de Nicolae, mitropolitul Banatului, Timișoara, 1977;
- Catedrala Mitropoliei Banatului (în colaborare), Timișoara, 1979.

## Ediții
- Sever Bocu, Drumuri și răscruci, volum editat de I.D. Suciu, București, 1945.